# Elgg (software)
Elgg é um software de código aberto de rede social.  Ele oferece um espaço de blog, comunidades com fóruns de discussões ou blogs comunitários, espaço para repositório de arquivos, e-portifólio, tecnologia RSS para o conteúdo gerado dentro da rede, entre outras coisas. Todo conteúdo colocado no espaço pelos membros da rede social pode ser controlado por restrições de acesso e tudo pode ser catalogado por 
palavras-chave.

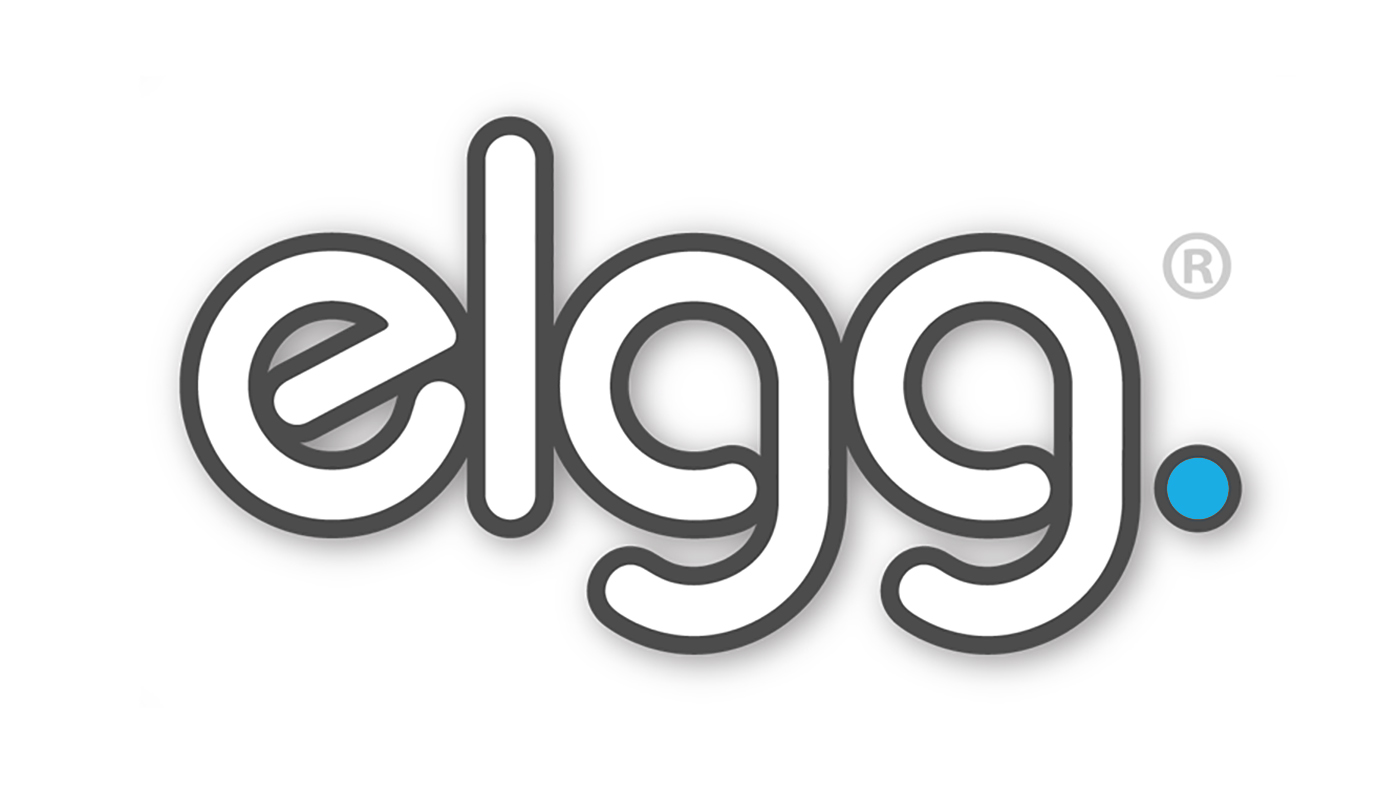
Logomarca

Sua versão atual é a 1.12.2 lançada em 23 de agosto de 2015. Foram feitas correções de bugs e melhorias na segurança deste CMS nessa atualização.

## Versão 1.5
A versão 1.5 apresenta mudanças significativas no layout, agora com muito mais cantos arredondados e ajustes de usabilidade.
Uma das principais modificações é um sistema de notificações aonde você pode decidir como será informado das novidades da rede, via e-mail ou mensagens no pŕoprio site.
Outra mudança interessante é a criação de sistema de abas para as atividades da rede, na qual pode-se escolher por ver as ultimas atividades de todos, dos seus amigos ou suas. O plugin de grupos também apresenta Abas nas quais você pode ver os grupos mais recentes, mais populares e os últimos tópicos do fórum do grupo.

## Plugins
Na versão 1.12.8 os plugins default do Elgg são:
- Activity: Exibe as últimas atividades do site, você pode filtrar pelo plugin do qual deseja ver as últimas atividades (plugin File por exemplo) ou ainda separando pelas últimas atividades de todos, dos seus amigos, ou apenas suas;
- Blogs: Sistema que funciona como um blog no qual você pode postar qualquer tipo de conteúdo e receber comentários. Também permite filtragem de visualização dos posts de todo o site, dos seus amigos ou apenas os seus.
- Bookmarks: Sistema de marcadores para sites ou demais recursos (Favoritos). Permite comentários aos itens marcados.
- Files: Sistema para postagem de arquivos com possibilidade de comentar os arquivos.
- Friends: Possibilita adição e remoção de amigos, organização deles em grupos e envio de mensagens.
- Groups: Possibilita a criação de grupos (comunidades) com fóruns de discussão, postagem de arquivos, criação de páginas e qualquer outro recurso oferecido por algum plugin exeterno.
- Members: Oferece a visão de todos os membros do site e opções de busca.
- Page: Plugin para criação de páginas de conteúdo, possibilita a criação de páginas e sub-páginas com possibilidade de edição colaborativa e postagem de comentários.
- The Wire: Sistema semelhante ao Twitter, na verdade é uma cópia simplificada, já existem plugins externos que permitem adicionar seguidores.
- Aalborg Theme: Um tema de exemplo padrão, que modifica o design do site Elgg.